# Walter D'Angelo
Walter D'Angelo (Milano, 30 dicembre 1962) è un nuotatore italiano di gran fondo, specializzato in imprese off limits come traversate in solitaria e in staffetta.

## Biografia
Walter, il Delfino Italiano, è il secondo di tre figli. Il padre Gino, maresciallo dell'Aeronautica, e la madre Ada emigrarono da Agrigento a Milano negli anni sessanta. A 8 anni imparò da solo a nuotare, con grande sorpresa dei genitori, che subito lo fanno osservare dall'allenatore della Squadra Agonistica Pirelli. Nel 1970, nella sua prima competizione a Milano, sulla distanza di 50 metri a stile libero, si classifica ventesimo su sessanta nuotatori; dopo qualche mese, nella piscina di Cernusco sul Naviglio, in vasca corta, ottiene la prima posizione.
Nel 1971 passa nella Nuotatori Milanesi, squadra agonista tra le più forti in Italia; l'allenatore vede in lui ottime potenzialità per lo stile rana e inizia ad allenarlo come velocista. Nella categoria esordienti ottiene ottimi piazzamenti in diverse competizioni, classificandosi quasi sempre nelle prime tre posizioni. Nel 1973, ai Campionati Regionali Lombardi conquista la medaglia d'oro sui 100 metri rana; lo stesso anno la Nuotatori Milanesi lo premia come migliore atleta esordiente per aver portato più punti di classifica alla società. Dopo una partecipazione al Meeting Europeo Giovanile di Trento e ai Campionati Invernali Italiani di categoria a Torino, si ritira dall'attività agonistica nell’agosto del 1977.

## Carriera sportiva

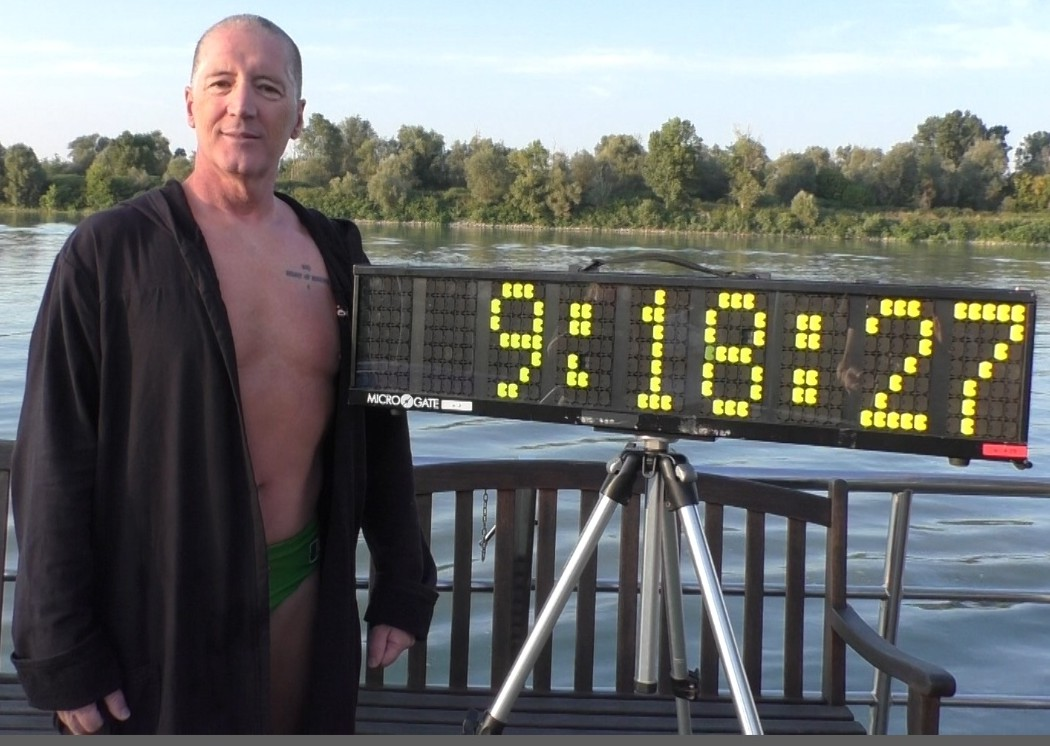
Walter D'Angelo posa vicino al tempo ottenuto nuotando 80 km nel fiume Po, il 16 settembre 2019

A metà degli anni novanta scopre quasi casualmente di avere buone capacità per il nuoto di fondo e decide di cimentarsi in imprese estreme: nel 1995 effettua la traversata del Lago Maggiore, coprendo i 30 km tra Ascona e Caldè in 10 ore. Nel 2008 compie la doppia traversata, andata e ritorno, dello Stretto di Messina in 1 ora e 56 minuti.
Nel 2011 organizza la traversata del Canale della Manica con il team "Italian Dolphins", composto da quattro nuotatori italiani. L'impresa, compiuta per la prima volta da una staffetta tutta italiana, viene portata a termine il 9 settembre 2011 nel tempo di 12 ore e 39 minuti e vale ai quattro nuotatori il premio Isimbardi, massima onorificenza della Provincia di Milano, conferito il 15 giugno 2012.
Nell'agosto 2013 compie consecutivamente per 6 volte la traversata dello Stretto di Messina, da Torre Faro a Capo Peloro, nel tempo di 7 ore e 35 minuti, coprendo la distanza di 25 km.
Nell'agosto 2015, in un'impresa organizzata a scopo benefico per aiutare i pazienti del Ospedale Pediatrico Gaslini di Genova, il team "Italian Dolphins" effettua la traversata del Mar Tirreno dall'Isola del Giglio alla Maddalena, coprendo la distanza di 180 km in 48 ore e 30 minuti.
A settembre 2017, Walter batte il record di nuoto sulla distanza nel Naviglio Grande di Milano, che resisteva da oltre un secolo (1914), percorrendo 55 km in 6 ore 53 minuti e 29 secondi. Walter dedicherà questa impresa alla memoria della madre Ada. Un analogo record di distanza nel fiume Po è stato ottenuto il 16 settembre 2019 percorrendo 80 km da Monticelli d'Ongina (Piacenza) a Boretto (Reggio Emilia) in 9 ore 18 minuti e 27 secondi.
Nel febbraio 2020 partecipa per la prima volta ai Campionati Mondiali di nuoto in acque gelide, IWSA (International Winter Swimming Association) a Bled in Slovenia e si classifica in seconda posizione nei 100 metri a stile libero.
Nel febbraio 2022 partecipa ai Campionati Mondiali in acque gelide, IISA (International Ice Swimming Association) a Glogow in Polonia e si classifica in prima posizione nei 50 metri e 100 metri a rana, migliorando i record mondiali nelle due specialità nella categoria Master 60.
Nel settembre 2022 prima trasferta fuori dal continente Europeo, America Latina, Ecuador ad Otavalo, unico nuotatore italiano invitato, nel lago San Pablo (Altitudine 2660 metri) nella competizione Open Water ai piedi del vulcano Imbabura si classifica in seconda posizione sulla distanza di 3500 metri.
Nel gennaio 2023 partecipa ai Campionati Mondiali in acque gelide, IISA (International Ice Swimming Association) a Samoens in Francia e si classifica  in prima posizione nei 50 metri e 100 metri a rana.
Nel gennaio 2023 partecipa ai Campionati Mondiali in acque gelide, IWSA (International Winter Swimming Association)  a Bled in Slovenia e si classifica  in prima posizione nei 25 metri, 50 metri e 100 metri a rana.

## Palmarès
| Anno | Manifestazione                      | Luogo         | Risultato | Disciplina   | Distanza | Note                    |
| ---- | ----------------------------------- | ------------- | --------- | ------------ | -------- | ----------------------- |
| 2010 | Campionati Regionali Masters        | Cremona       | 1º        | rana         | 100 m    | Cat. M. 45              |
| 2010 | Campionati Italiani Masters         | Ostia         | 3º        | rana         | 100 m    | Cat. M. 45              |
| 2012 | Campionati Regionali Masters        | Cremona       | 1º        | rana         | 200 m    | Cat. M. 45              |
| 2012 | Campionati Mondiali Masters         | Riccione      | 17º       | rana         | 100 m    | Cat. M. 45              |
| 2013 | Campionati Regionali Masters        | Cremona       | 1º        | rana         | 200 m    | Cat. M. 50              |
| 2015 | I° Maratona internazionale di nuoto | Lago di Lecco | 4º        | stile libero | 23 km    | Trofeo "Nicola Callone" |
| 2015 | Gran fondo del Naviglio             | Milano        | 4º        | stile libero | 21 km    |                         |
| 2019 | Swim the Island                     | Bergeggi      | 1º        | stile libero | 6 km     | Cat. M. 55              |
| 2020 | Campionati mondiali in acque gelide | Bled          | 2º        | rana         | 100 m    | Cat. M. 55              |
| 2022 | Campionati mondiali in acque gelide | Glogow        | 1º        | rana         | 50 m     | Cat. M. 60              |
| 2022 | Campionati mondiali in acque gelide | Glogow        | 1º        | rana         | 100 m    | Cat. M. 60              |
| 2022 | Competizione Open Water             | Otavalo       | 2°        | stile libero | 3500 m   | Cat. M. 60              |
| 2022 | Swim the Island                     | Bergeggi      | 2º        | stile libero | 1800 m   | Cat. M. 60              |
| 2022 | Swim the Island                     | Bergeggi      | 1°        | stile libero | 6 km     | Cat. M. 60              |
| 2023 | Campionati mondiali in acque gelide | Samoens       | 1°        | rana         | 50 m     | Cat. M. 60              |
| 2023 | Campionati mondiali in acque gelide | Samoens       | 1°        | rana         | 100 m    | Cat. M. 60              |
| 2023 | Campionati mondiali in acque gelide | Bled          | 1°        | rana         | 25 m     | Cat. M. 60              |
| 2023 | Campionati mondiali in acque gelide | Bled          | 1°        | rana         | 50 m     | Cat. M. 60              |
| 2023 | Campionati mondiali in acque gelide | Bled          | 1°        | rana         | 100 m    | Cat. M. 60              |

## Onorificenze e riconoscimenti
- 2012 Premio "Isimbardi", conferito dalla Provincia di Milano.
- 2018 Civica Benemerenza "Premio Luigi Gemelli" per meriti sportivi, conferito dall'Amministrazione Comunale di Pieve Emanuele.